# Julien Quantin
Julien-Marie-Constant Quantin, est un révolutionnaire français, né le 4 février 1765 à Fougères, membre du Tribunal révolutionnaire de la Mayenne. 

## Biographie
Avant la Révolution française, il termine ses études en droit. Ensuite, il travaille en qualité de clerc chez divers procureurs et avocats. Il s'établit à Ernée en 1789.
Défenseur désintéressé de la cause populaire, il plaide en justice de préférence, la cause des malheureux. Il devient maire d'Ernée à la fin de l'année 1792. Proche du juge de paix du canton, Jean Clément, il s'oppose au directoire du département, plus modéré, proche des Jacobins de Paris.
Le 15 mai 1793, il fait arrêter un prêtre âgé l’abbé Deslandes. Quantin et Clément rédigent alors un faux mandat pour que les gardes nationaux arrêtent à nouveau l’abbé Deslandes. Le 25 mai 1793, le Directoire réagit. Quantin est suspendu de ses fonctions.  Quantin et Clément sont traduits devant le tribunal criminel du département, mais sont acquittés. 
Quantin, accompagné de Gallouin, secondés de gardes nationaux, vont une nuit de fin août-début septembre 1793 chez Jacques Vauloup à Luitré. Ils ruent l’homme (et sa femme) de coups, pillent sa maison.
Il démissionne en octobre 1793. Il devient le 3 octobre 1793 administrateur du département de la Mayenne sous l'influence des représentants François Joachim Esnue-Lavallée et Didier Thirion.
La Terreur s'installe. Il interdit le culte dans l'église d’Ernée qui est transformée en temple de la Raison. Il fait convoquer une assemblée populaire pour dénoncer les risques d’une nouvelle Vendée dans l’idolâtrie subsistante et dans l’assistance à la messe des prêtres assermentés
En l’an II, il choisit de s’appeler Marat-Quantin. Il est le 11 nivôse an II par Jacques-François Bissy, commissaire civil dans les districts de Fougères, Vitré et Ernée pour surveiller les chouans.
Il est à Mayenne le 14 nivôse an III. Il y provoque une telle agitation que la société populaire juge nécessaire de faire ouvrir une enquête par le comité de surveillance tandis que la municipalité soustrait le commissaire à la fureur de la foule.  Maintenu en prison pendant une semaine par le comité de surveillance de Mayenne qui refuse la demande de mise en liberté émanant de l’administrateur Mélouin, il est finalement libéré le 21 nivôse par Augustin Garot et Juliot-Lérardière, commissaires envoyés par la société populaire de Laval, accompagnés par l’agent national Pottier et tout le bureau du club de la ville. 
Deux mois plus tard, il est nommé commissaire avec l’adjudant-général Boulau, par le conventionnel René François-Primaudière, pour réorganiser la garde nationale d’Ernée. Il en profite pour épurer la société populaire d'Ernée.
Quantin est arrêté le 19 brumaire an III. Inculpé, jugé par François Midy, il vit en prison protestant de son innocence.  Détenu à Alençon, il adresse en compagnie des autres emprisonnés une pétition pour demander la suspension des poursuites dirigées contre eux. Une loi (n° 6.703) du 17 thermidor (4 août) fit droit à leur demande : « La Convention nationale, sur la pétition des citoyens Mélouin, Le Roux fils, R. F. Bescher, Faur, Augustin Garot, Juliot-Lérardière et Quantin, ex-fonctionnaires publics du département de la Mayenne, décrète la suspension de toute procédure qui pourrait être dirigée contre eux et renvoie la dite pétition à son Comité de législation pour lui en faire son rapport dans trois jours. ». Les détenus restèrent provisoirement en prison, jusqu'au moment où l'amnistie du 4 brumaire an IV (26 octobre 1795), vint les rendre à la liberté et annuler toutes les procédures dirigées contre eux.
Quantin ne rentre à Laval que le 15 floréal an IV. Il y reçoit l’ordre du général Louis François Jean Chabot de quitter la commune dans les 24 heures. Il se réfugie chez des amis à la campagne, puis à Mayenne chez François Grosse-Durocher, ex-conventionnel. La découverte de la conspiration des Égaux et l’arrestation de Gracchus Babeuf à Paris provoque la perquisition de son domicile par les gendarmes. Le général Jacques Marguerite Pilotte de La Barollière impose à Quantin de sortir du département.
Après son interdiction de séjour dans la Mayenne, Quantin proteste dans une brochure publiée à Alençon par Jouenne.

## Publication
- Violation des droits de l’homme et du citoyen[15], imprimée à Alençon. le 5 messidor an IV.